# Lee Mi-young
Lee Mi-Young (28 de janeiro de 1969) é uma ex-handebolista sul-coreana. bicampeã olímpica.
Fez parte da geração de ouro sul-coreana, medalha de ouro, em Seul 1988 e Barcelona 1992.